# Бетті Гайдлер
Бетті Гайдлер  (нім. Betty Heidler, 14 жовтня 1983) — німецька легкоатлетка, що спеціалізується в метанні молота, олімпійська медалістка, чемпіонка світу та призерка чемпіонатів світу, переможниця та медалістка чемпіонатів Європи.
Особистий рекорд — 79 м 42 см.

## Виступи на Олімпіадах
| Олімпіада   | Дисципліна     | Місце |
| ----------- | -------------- | ----- |
| Афіни 2004  | метання молота | 4     |
| Пекін 2008  | метання молота | 9     |
| Лондон 2012 | метання молота | 3     |
| Ріо 2016    | метання молота | 4     |

## Зовнішні посилання
- Досьє на sport.references.com [Архівовано 14 листопада 2012 у Wayback Machine.]